# Museum of Science and Industry (Tampa)
Das Museum of Science and Industry (MOSI) ist ein technisch-naturwissenschaftliches Museum in Tampa, Florida. Es ist das größte seiner Art im Südosten der USA. Das MOSI wird als gemeinnütziger Verein betrieben.

## Geschichte
Der Vorläufer des heutigen MOSI war ein von der Hillsborough County 1962 ursprünglich als Jugendmuseum gegründetes Museum in Sulphur Springs. Mehrfach änderte das Museum seinen Namen. 1982 wurde es an der heutigen Stelle an der Fowler Avenue eröffnet.
1992 öffnete das Saunders Planetarium als einziges Planetarium in Tampa seine Tore. 1995 eröffnete im MOSI das in Florida einzige IMAX Dome Kino. 2005 wurde Kids in Charge! gegründet, die größte Wissenschaftsausstellung für Kinder in den USA.